# Паранальская обсерватория
Парана́льская обсервато́рия — астрономическая обсерватория, расположенная на высоте 2635 метров над уровнем моря на вершине горы Серро-Параналь в пустыне Атакама (Чили) в 120 км южнее города Антофагаста. Начала работу в 1999 году. Принадлежит Европейской Южной обсерватории.
Крупнейшим инструментом Паранальской обсерватории является телескоп VLT (англ. Very Large Telescope — Очень большой телескоп), состоящий из 4 оптических телескопов диаметром 8,2 м. Кроме 4 основных инструментов в систему VLT также входят 4 вспомогательных инструмента диаметром 1,8 м. Все инструменты вместе могут работать, как огромный оптический интерферометр с базой порядка 300 м. Первый инструмент был введен в строй 1 апреля 1999 года. Кроме того, в обсерватории установлены обзорные телескопы с широким полем зрения — рефлектор VISTA и Обзорный телескоп VLT.

## Инструменты обсерватории
- Very Large Telescope (VLT) — 4 телескопа по 8,2 м.
- Вспомогательные инструменты VLT — 4 телескопа по 1,8 м.
- VISTA[англ.] — 4,1-м рефлектор (телескоп).
- VLT Survey Telescope — 2,5-м обзорный телескоп.

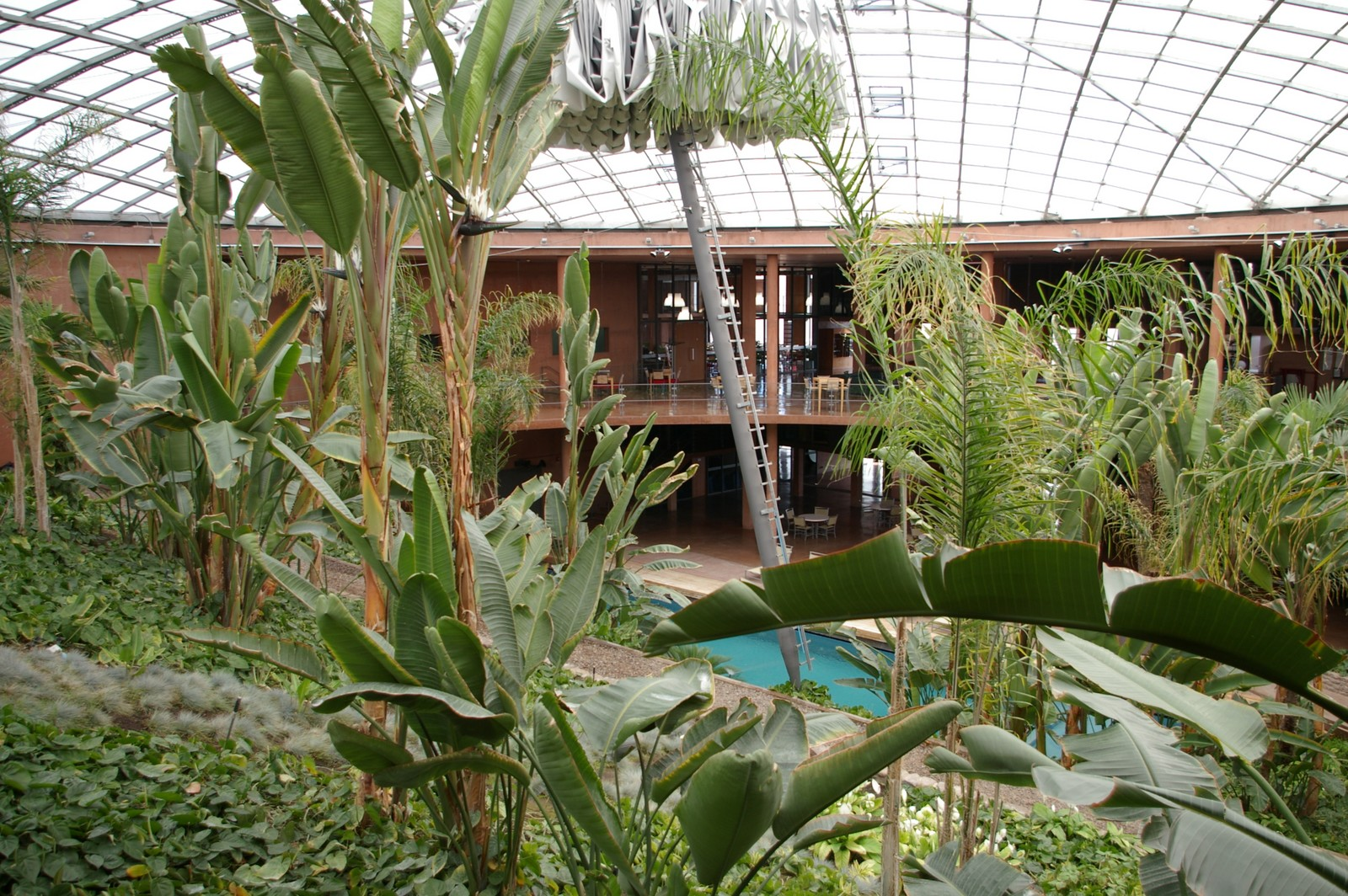
Гостиница Европейской Южной обсерватории. Сад

## Дополнительные сооружения
В 3 км от обсерватории и на 200 м ниже телескопов расположена гостиница Европейской Южной обсерватории (англ. ESO Hotel), наполовину встроенная в гору. Бетонная часть гостиницы, выступающая на поверхность, окрашена в тон горы, сливаясь с пейзажем. Отель имеет спортзал, бассейн, ресторан и два сада. Оформление гостиницы выполнено чилийским архитектором Паулой Гутьеррес Эрландсен.
В 2008 году в гостинице обсерватории проходила часть съёмок 22-го фильма о приключениях Джеймса Бонда «Квант милосердия».

## Галерея

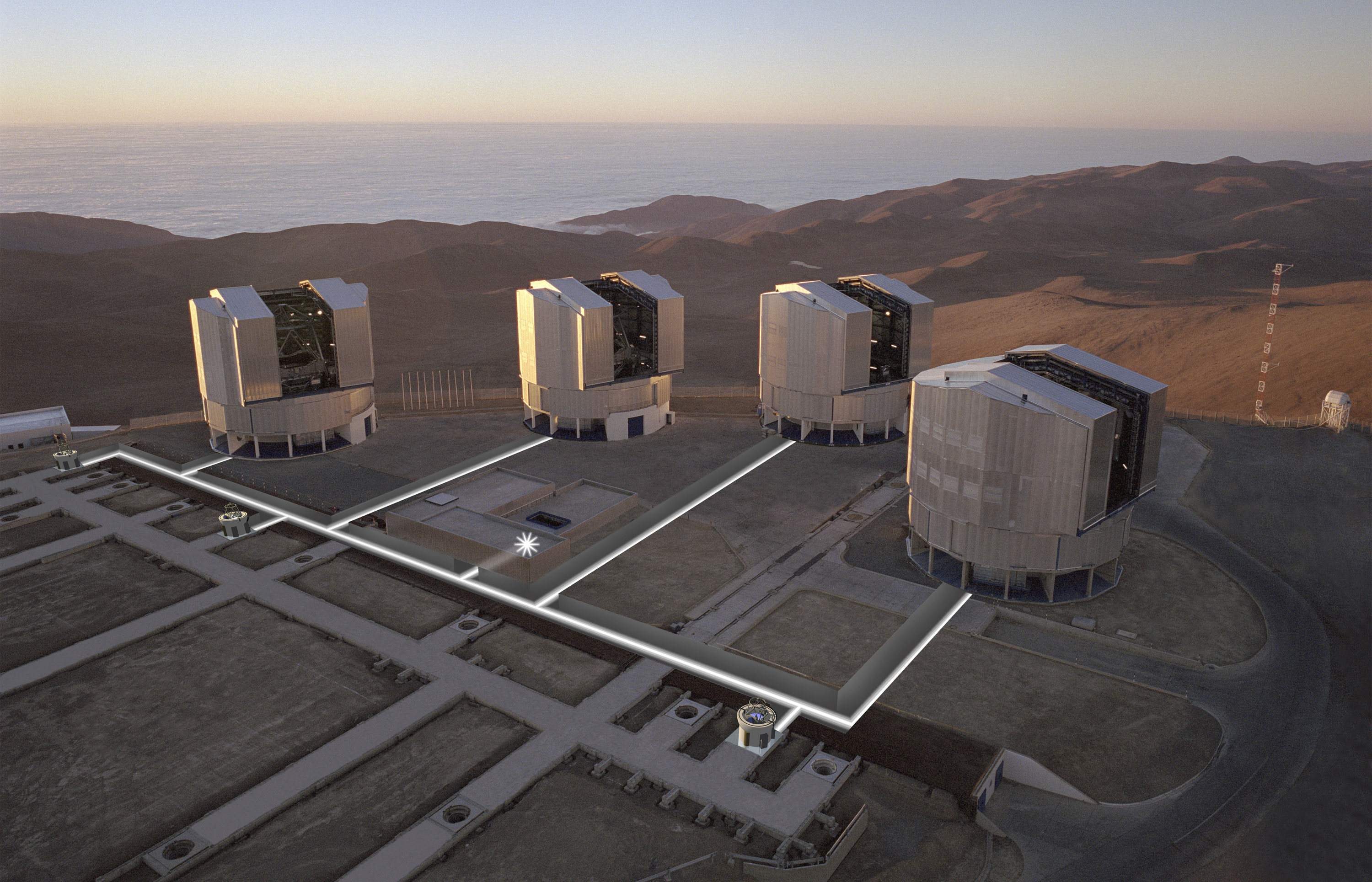
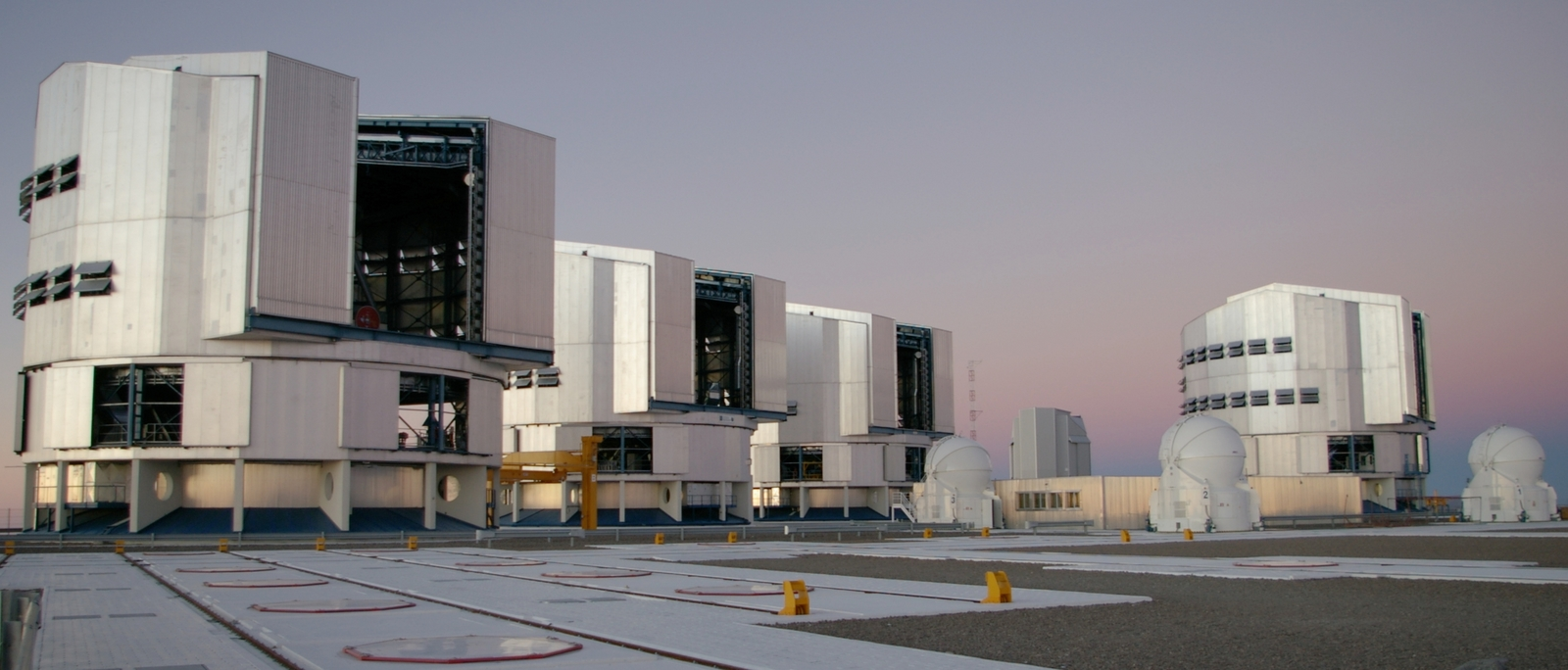
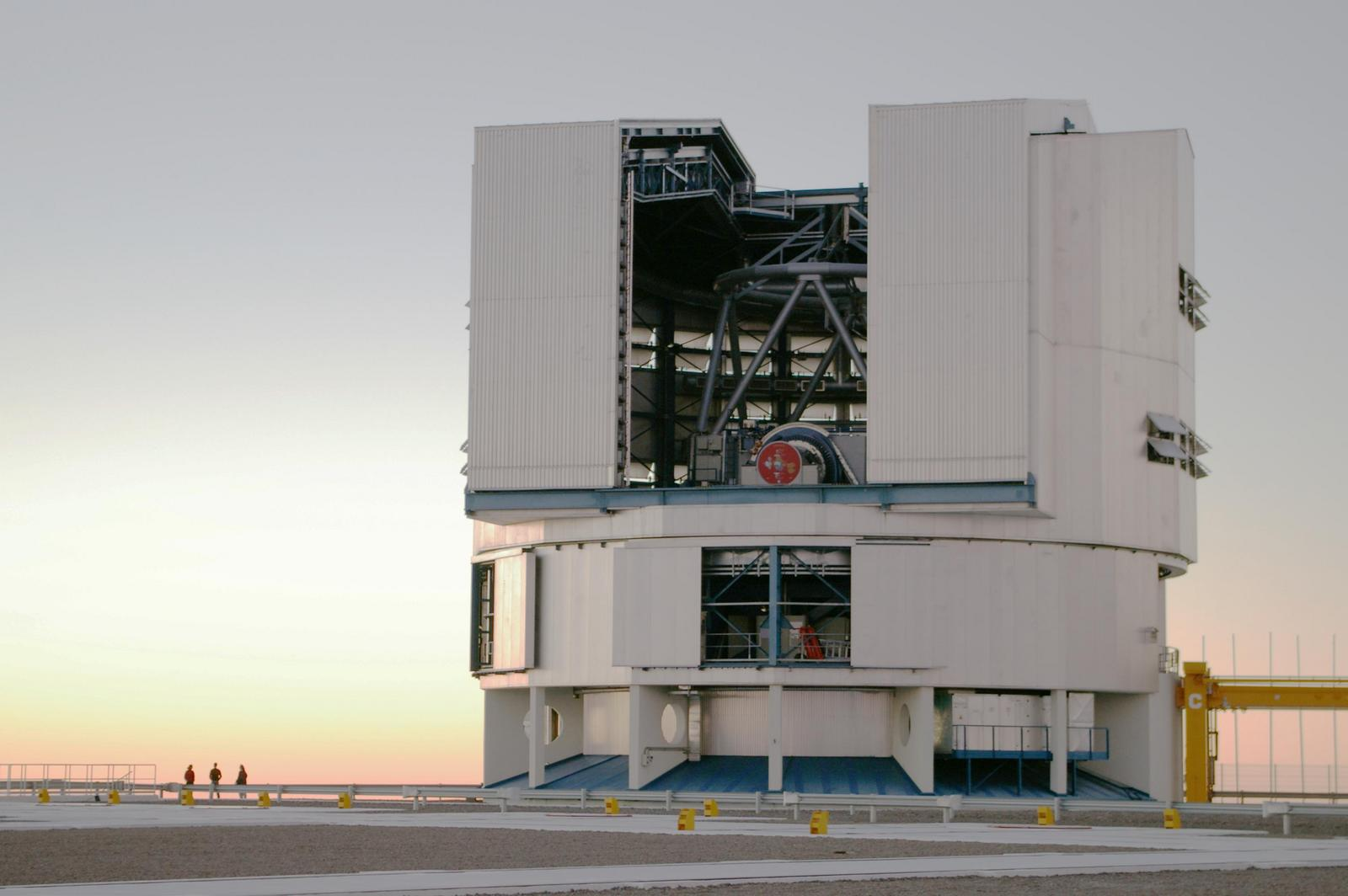
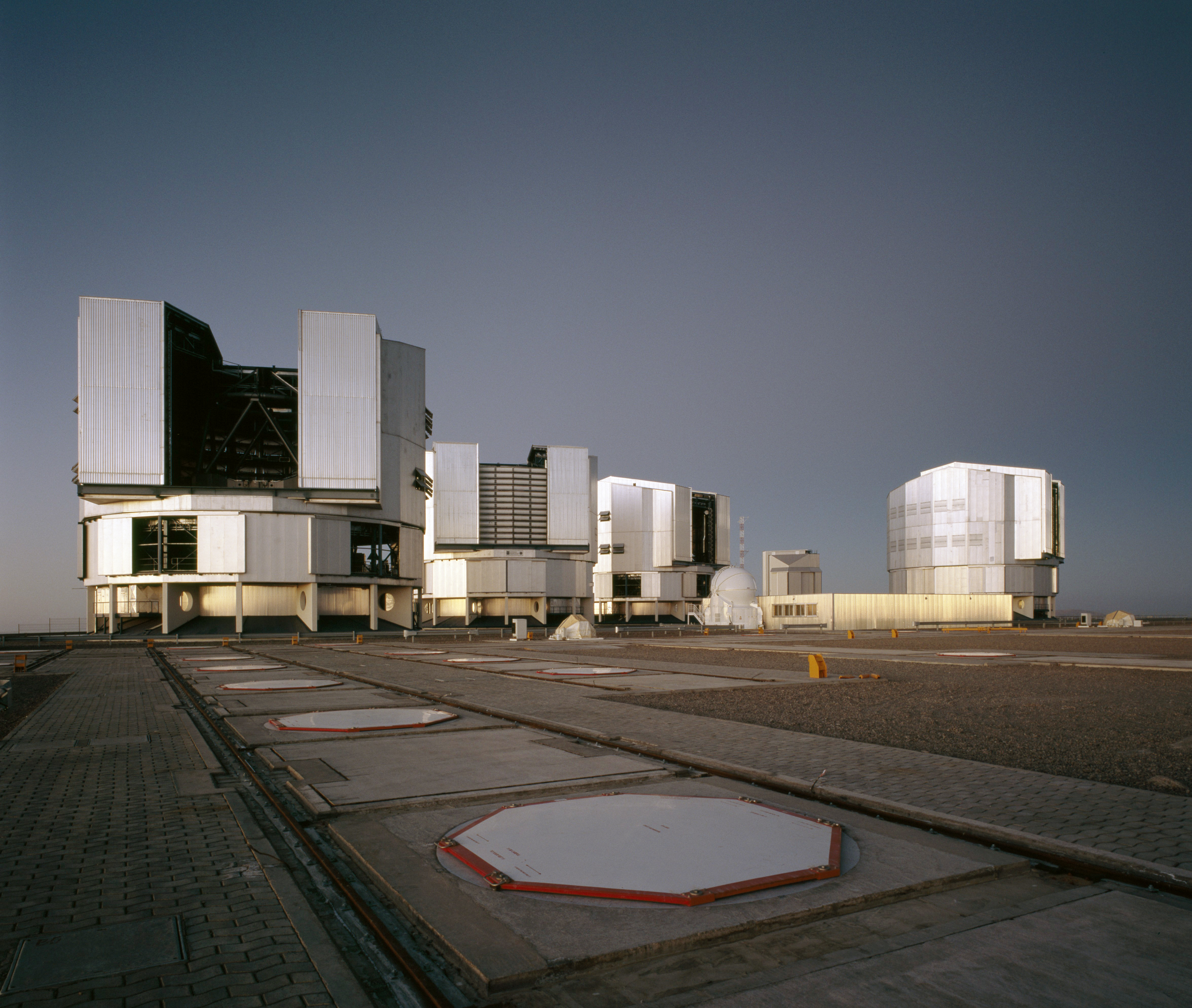
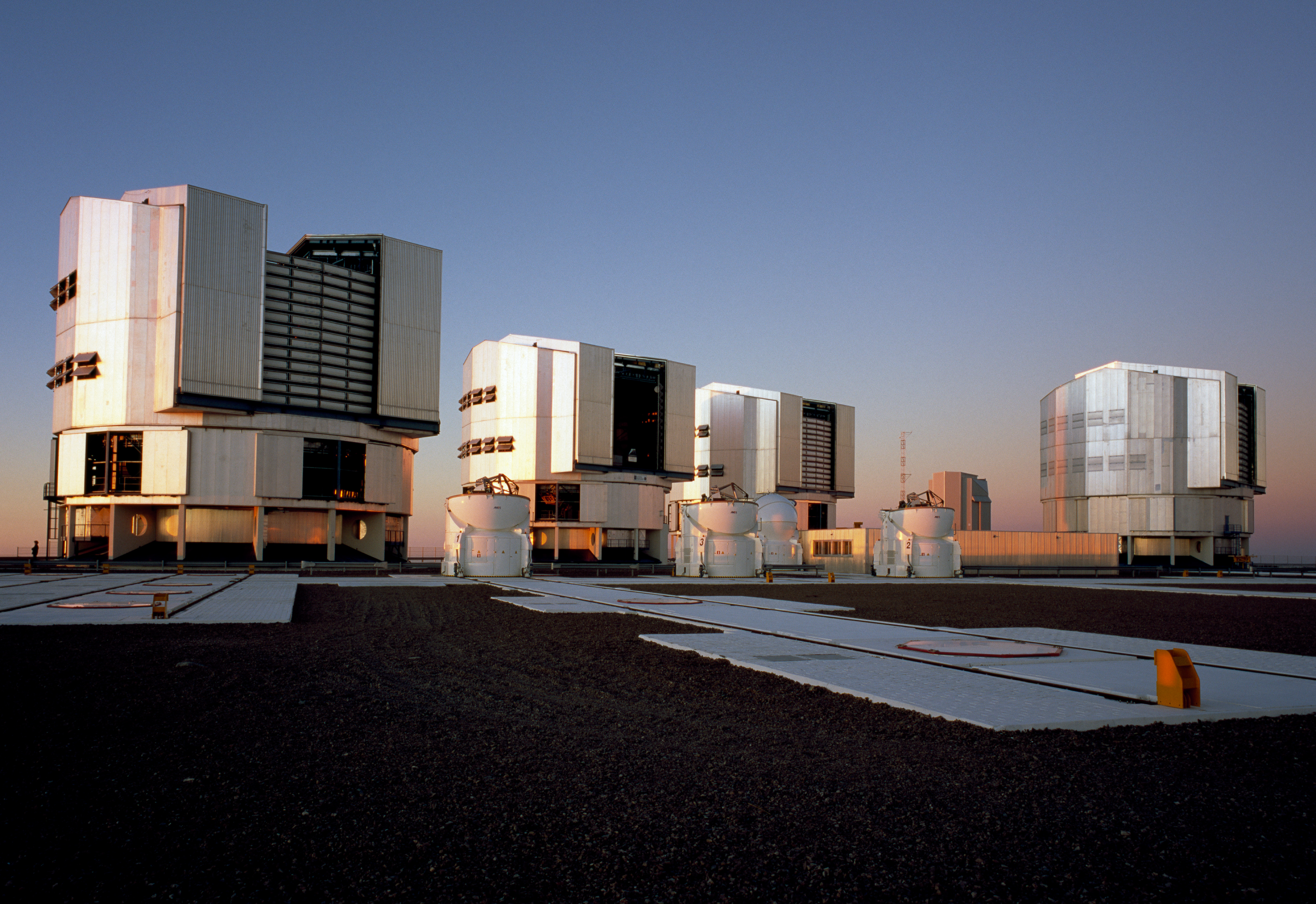
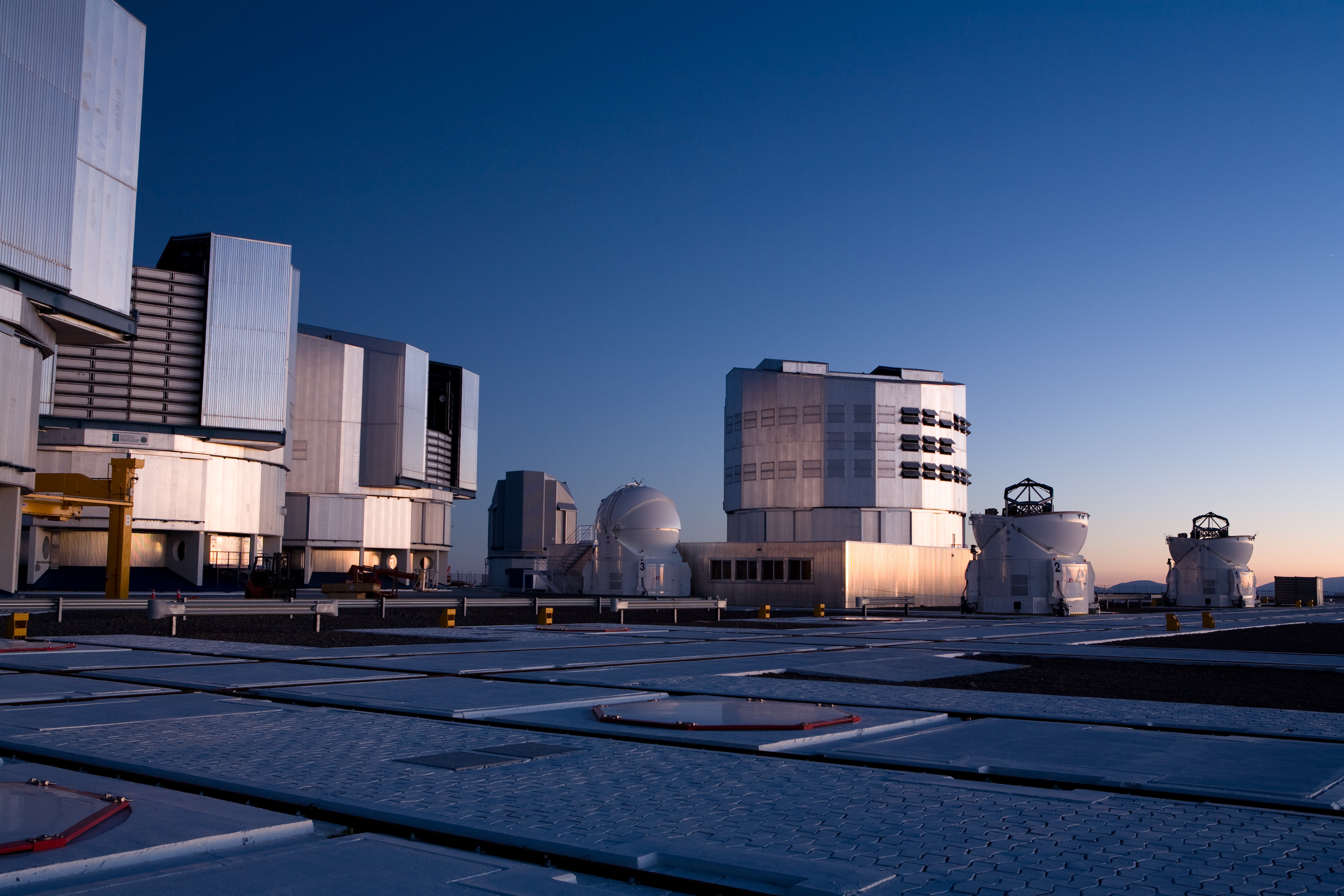